# Jiří Matoušek

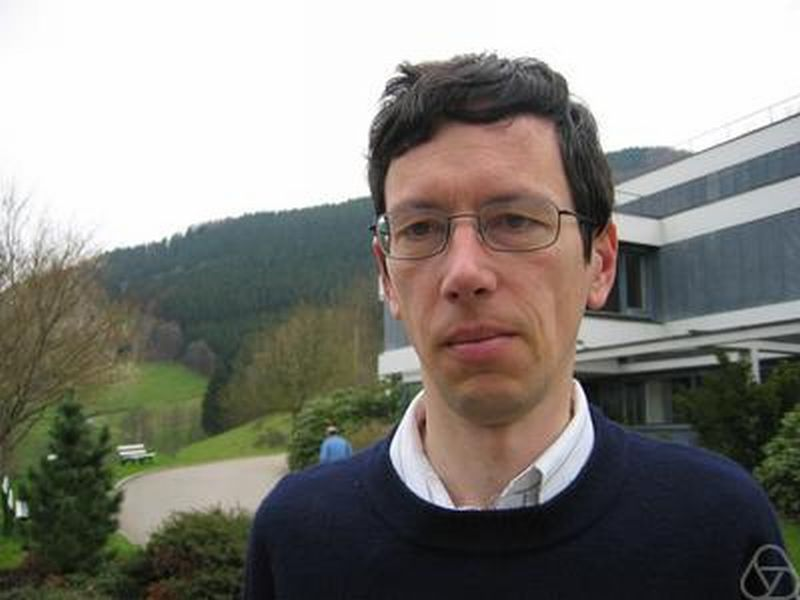
Jiří Matoušek am Mathematischen Forschungsinstitut Oberwolfach, 2005

Jiří Matoušek (* 10. März 1963 in Prag; † 9. März 2015) war ein tschechischer Mathematiker und Hochschullehrer.

## Leben und Wirken
Jiří Matoušek studierte an der Karls-Universität Prag in Prag, wo er auch habilitiert wurde und zuerst Assistenzprofessor und ab 2000 Professor für Informatik war. Seit 1996 war er zudem jährlich mehrere Monate an der ETH Zürich als Gastprofessor im Departement Informatik in der Forschung und in zunehmendem Masse auch der Lehre aktiv. Seine Loyalität gegenüber seiner Heimuniversität in Prag ließ ihn lange Abstand nehmen von der Möglichkeit einer regulären Berufung an die ETH Zürich. Schließlich übernahm er dort eine Professur für Informatik mit reduziertem Beschäftigungsgrad. Er befasste sich mit diskreter und algorithmischer (rechnergestützter) Geometrie und war der Verfasser mehrerer Lehrbücher.
1996 erhielt er den EMS-Preis. In der Laudatio wurden unter anderem „beste Resultate“ in einigen Schlüsselproblemen kombinatorischer Geometrie und Optimierung (wie Algorithmen der linearen Programmierung und Reichweitensuche) hervorgehoben und die Lösung einiger lange offenstehender Probleme, zum Beispiel in der Theorie geometrischer Diskrepanzen von Halbebenen und arithmetischen Progressionen und die Lösung eines Problems von W. Johnson und Joram Lindenstrauss über die Einbettung endlicher metrischer Räume in Banachräume. Er beschäftigte sich auch mit mathematischer Logik und verschärfte mit Martin Loebl einen Satz über die Unentscheidbarkeit in der Peano-Arithmetik (zuerst von Harvey Friedman gefunden) einer endlichen Variante des Satzes von Joseph Kruskal (1960) über die Ordnung von Mengen endlicher Bäume.
2000 erhielt er den Wissenschaftlerpreis der Societas Scientiarum Bohemica. Er war Invited Speaker auf dem ICM 1998 in Berlin (Mathematical Snapshots from the computational geometry landscape) und auf dem Europäischen Mathematikerkongress in Budapest 1996. 2006 wurde er Mitglied der Gelehrtengesellschaft der Tschechischen Republik und 2012 der Academia Europaea.

## Schriften
- Mit Jaroslav Nešetřil: Invitation to Discrete Mathematics. Oxford University Press 1998 (PDF; 2,6 MB).
Deutsch: Diskrete Mathematik. Eine Entdeckungsreise. Springer, 2. Auflage 2007 (auch in Tschechisch und ins Spanische, Italienische, Französische übersetzt).
- Geometric Discrepancy. An illustrated guide. Springer, 1999.
- Lectures on Discrete Geometry. Graduate Texts in Mathematics, 2002 (PDF); auch ins Japanische übersetzt.
- Mit Bernd Gärtner: Understanding and using linear programming. Springer, Universitext, 2007 (PDF; 2,0 MB).
- Using the Borsuk-Ulam Theorem. Lectures on Topological Methods in Combinatorics and Geometry. Springer-Verlag, 2003, 2. Auflage 2007.
- Mit Bernd Gärtner: Approximation Algorithms and Semidefinite Programming. Springer, 2012.
- Thirty-three miniatures (mathematical and algorithmic applications of linear algebra). Amer. Math. Soc., 2010 (PDF; 6,0 MB); auch ins Japanische übersetzt.